# Fritz-Reuter-Straße 11 (München)

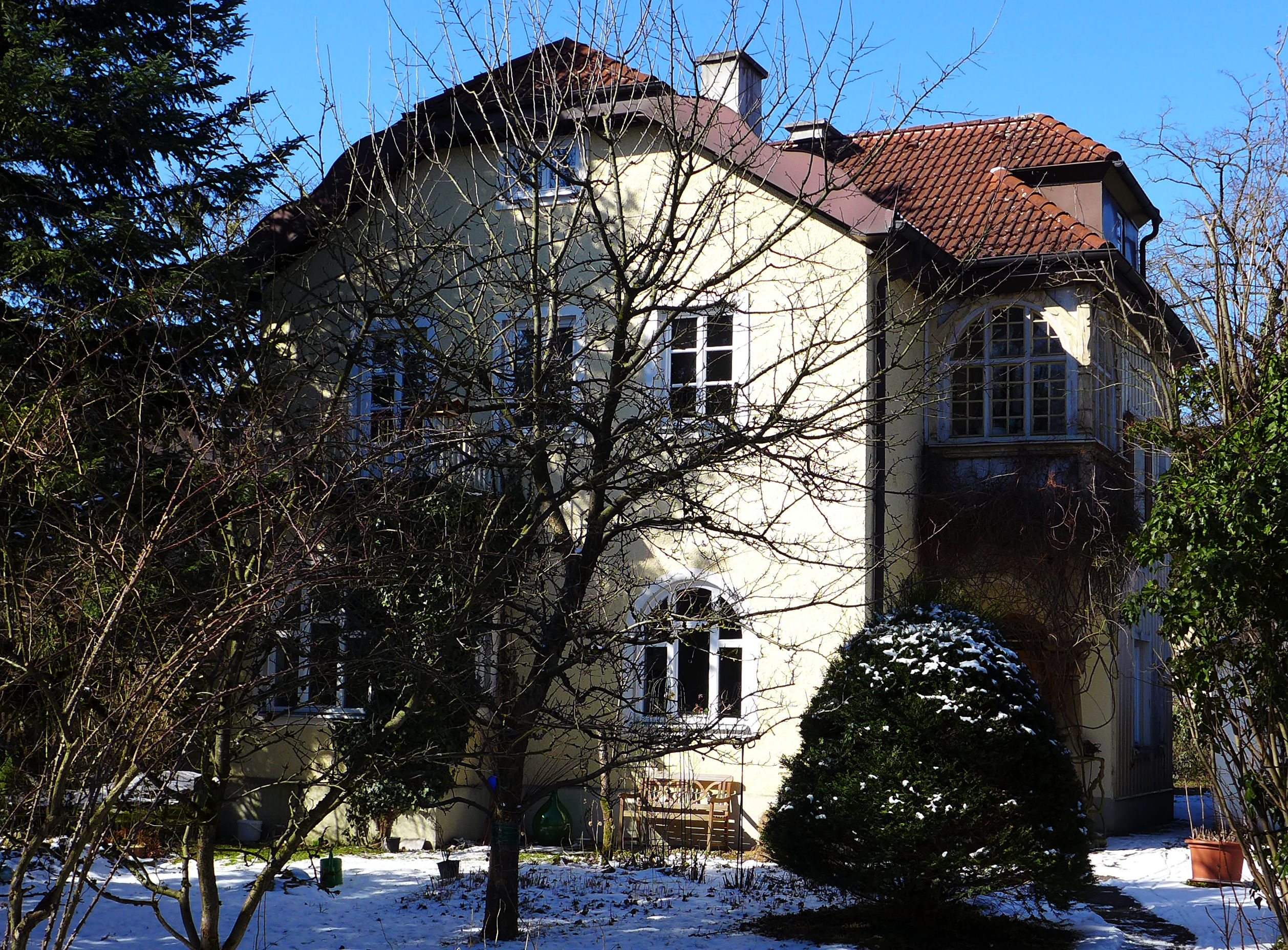
Villa Fritz-Reuter-Straße 11 im Stadtteil Pasing von München

Das Gebäude Fritz-Reuter-Straße 11 im Stadtteil Pasing der bayerischen Landeshauptstadt München wurde 1896 errichtet. Die Villa in der Fritz-Reuter-Straße, die zur Frühbebauung der Villenkolonie Pasing I gehört, ist ein geschütztes Baudenkmal.
Der zweigeschossige Krüppelwalmdachbau mit Risalit und holzverschaltem Obergeschoss wurde nach Plänen des Architekturbüros August Exter im historisierenden Stil errichtet. Das im Grundstück zurückgesetzte Haus zeigt zur Straße eine schmucklose Giebelfront mit Halbwalm.